# Accademia Navale di Livorno

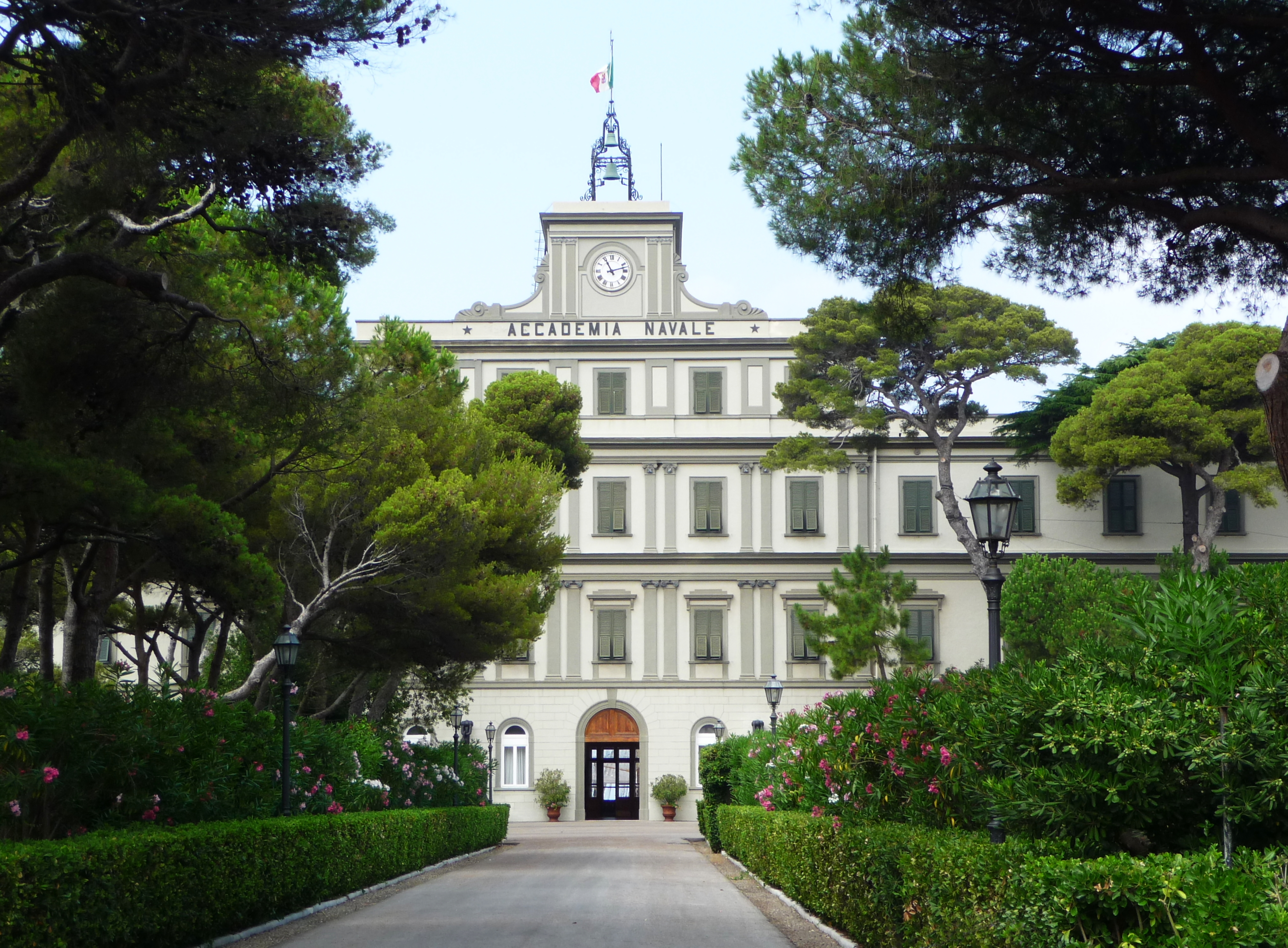
La façade

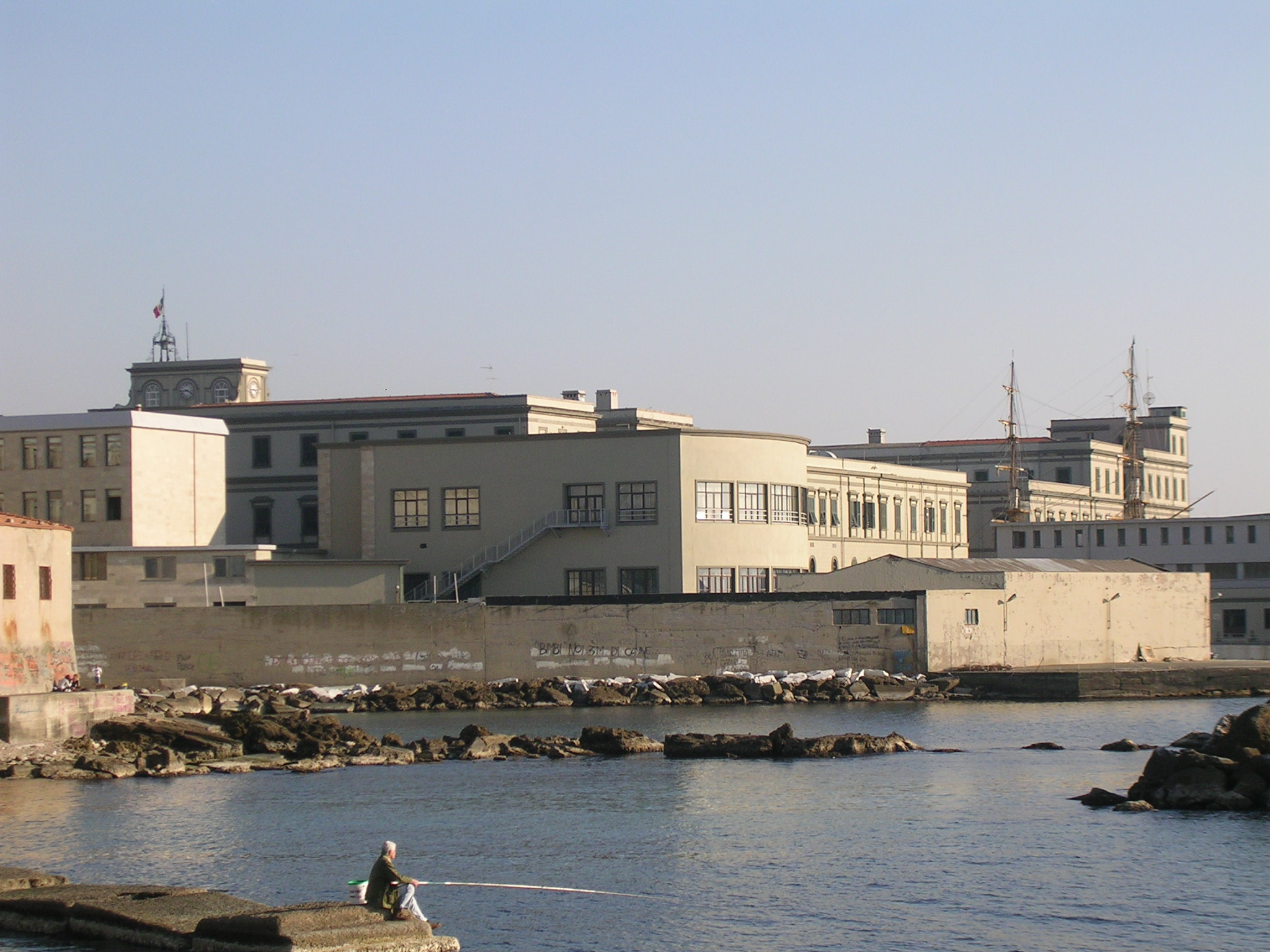
Vue de l'Accademia Navale

Pour les articles homonymes, voir Accademia.
L'Accademia navale di Livorno est une académie et école militaire italienne située à Livourne ouverte aux garçons et filles dont la finalité est la formation technique et la préparation militaire des officiers de la Marine militaire italienne. Elle est active depuis le 6 novembre 1881.

## Numismatique
En 1981 est issue une pièce de 100 lires commémorant le centenaire de l'académie. Au revers sont représentés le drapeau naval de l'Italie et la façade du bâtiment de l'académie.

## Anciens élèves
- Alfonso Maria Massari